# Бои при Ланьфэне
Бои при Ланьфэне (кит. 蘭封會戰) — поздний этап битвы при Сюйчжоу. Восточно-Хэнаньский корпус китайской армии под командованием Сюэ Юэ в третьей декаде мая 1938 года атаковал в районе Ланьфэн провинции Хэнань 14-ю дивизию японской армии, но не добился успеха. 
После начала битвы при Сюйчжоу 14-я дивизия 1-й японской армии 13 мая форсировала Хуанхэ и захватила Хэцзэ. Впоследствии дивизия разделилась на две группы и продолжила наступление на юг. К 19 мая ее главные силы овладели рубежами Нэйхуан, Мачжуанчжай и Жэньхэцзи, правая колонна продвинулась в район Ифэна. Была предпринята попытка продвинуться на запад и перекрыть Лунхайскую железную дорогу (от Баоцзи до Бяньюньгана) и захватить Ланьфэн. 
Китайское командование оценило ситуацию и решило уничтожить изолированную 14-ю японскую дивизию между Ланьфэном, Нэйхуаном, Минцюанем и Гаочэном. Из состава шести армий были выделены 12 дивизий и образован Восточно-Хэнаньский корпус под командованием генерала Сюэ Юэ. 
21 мая китайские войска начали наступление, но встретили ожесточённое сопротивление японцев. План окружения потерпел неудачу также из-за бегства солдат 27-й армии и 88-й дивизии, оставивших свои позиции. Японские войска захватили Ланьфэн. Падение Ланьфэна создало угрозу обороне Кайфына и Чжэнчжоу.
Китайское командование скорректировало развертывание своих сил и с 25 мая снова пыталось бороться за Ланьфэн, но, несмотря на многочисленные атаки, не смогло добиться успеха. К 29 мая наступление застопорилось. 
В это время 16-я дивизия японской армии захватила Шанцю, угрожая флангам Восточно-Хэнаньского корпуса, и более 5000 японских солдат переправились через Хуанхэ, чтобы поддержать 14-ю дивизию. 
В условиях ситуации контрокружения китайская армия была вынуждена перейти к обороне, а затем стала отступать на запад. Из-за внезапного продвижения нескольких японских дивизий на равнину Чан Кайши приказал взорвать дамбу на Хуанхэ у Хуаюанькоу, чтобы задержать продвижение японцев.